# الکساندراو، بخش سجنی
الکساندراو، بخش سجنی (به لاتین: Aleksandrowo, Sejny County) یک منطقهٔ مسکونی در لهستان است که در Gmina Krasnopol واقع شده‌است.